# Verona (Mississippi)
Verona é uma cidade localizada no estado americano de Mississippi, no Condado de Lee.

## Demografia
Segundo o censo americano de 2000, a sua população era de 3334 habitantes.
Em 2006, foi estimada uma população de 3390, um aumento de 56 (1.7%).

## Geografia
De acordo com o United States Census Bureau tem uma área de
9,8 km², dos quais 9,7 km² cobertos por terra e 0,1 km² cobertos por água. Verona localiza-se a aproximadamente 94 m acima do nível do mar.

## Localidades na vizinhança
O diagrama seguinte representa as localidades num raio de 24 km ao redor de Verona.